# Randolph Churchill
Randolph Frederick Edward Spencer, angleški častnik, novinar, politik, * 28. maj 1911, London, Anglija, † 6. junij 1968, Suffolk.
Randolph Churchill je bil edini sin Winstona Churchilla.

## Civilno življenje
Pred drugo svetovno vojno je bil uspešen novinar. Po zgledu očeta je hotel vstopiti v politiko, a so ga šele v četrtem poskusu izvolili za nadomestnega poslanca (mandat 1940-1945).

## Vojaška kariera
Ob izbruhu vojne je vstopil v oborožene sile. V Alžiriji je služil kot častnik za zvezo med Severnoirskimi konjeniki in 1. armado. Zatem so ga imenovali za vodjo 	britanske vojaške misije pri Josipu Brozu Titu. Med desantom na Drvar so ga za kratek čas ujeli Nemci, a je uspel zbežati.